# 루차니
루차니(세르비아어: Лучани, Lučani)는 세르비아 모라비차 구에 위치한 도시로 면적은 454km2, 인구는 20,897명(2011년 기준)이다. 이 곳에서 매년 열리는 구차(Guča) 트럼펫 축제로 유명한 곳이다.

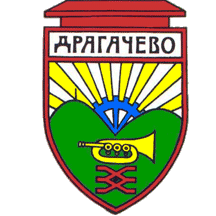
시 문장

## 인구
| 연도  | 인구   | ±% p.a. |
| ----- | ------ | ------- |
| 1948  | 32,333 | —       |
| 1953  | 34,412 | +1.25%  |
| 1961  | 33,336 | −0.40%  |
| 1971  | 31,646 | −0.52%  |
| 1981  | 29,708 | −0.63%  |
| 1991  | 27,167 | −0.89%  |
| 2002  | 24,614 | −0.89%  |
| 2011  | 20,897 | −1.80%  |
| 출처: |        |         |